# Boeing
The Boeing Company ou Boeing est un constructeur aéronautique et aérospatial américain fondé en 1916 par William Boeing et George Conrad Westervelt.
Son siège social est situé à Arlington en Virginie et sa plus grande usine à Everett, près de Seattle dans l'État de Washington. Cet avionneur s'est spécialisé dans la conception d'avions civils et privés, depuis 1997 au sein de sa division Boeing Commercial Airplanes, mais également dans l'aéronautique militaire, les hélicoptères ainsi que dans les satellites et les lanceurs avec sa division Boeing Defense, Space & Security.
Boeing se classait en 2023 au cinquième rang mondial pour la production d'armement.
Boeing se livre à une guerre commerciale dans l'aéronautique avec son principal concurrent, le géant européen Airbus Commercial Aircraft.
Boeing connaît depuis 2019 de graves défaillances industrielles, d'abord de 2019 et 2020 avec le 737 Max, interdit de vol à la suite de deux accidents n'ayant laissé aucun survivant. Cela provoque notamment l'arrêt de sa production, des pertes évaluées à plusieurs milliards de dollars pour l'entreprise et une chute importante de ses ventes au profit de son rival européen. Les défaillances continuent en 2024, quand un avion de Boeing perd une porte en vol. Le 12 juin 2025, un Boeing 787 Dreamliner de la compagnie Air India s'écrase à Ahmedabad, faisant 247 morts.

## Historique

### Avant les années 1950

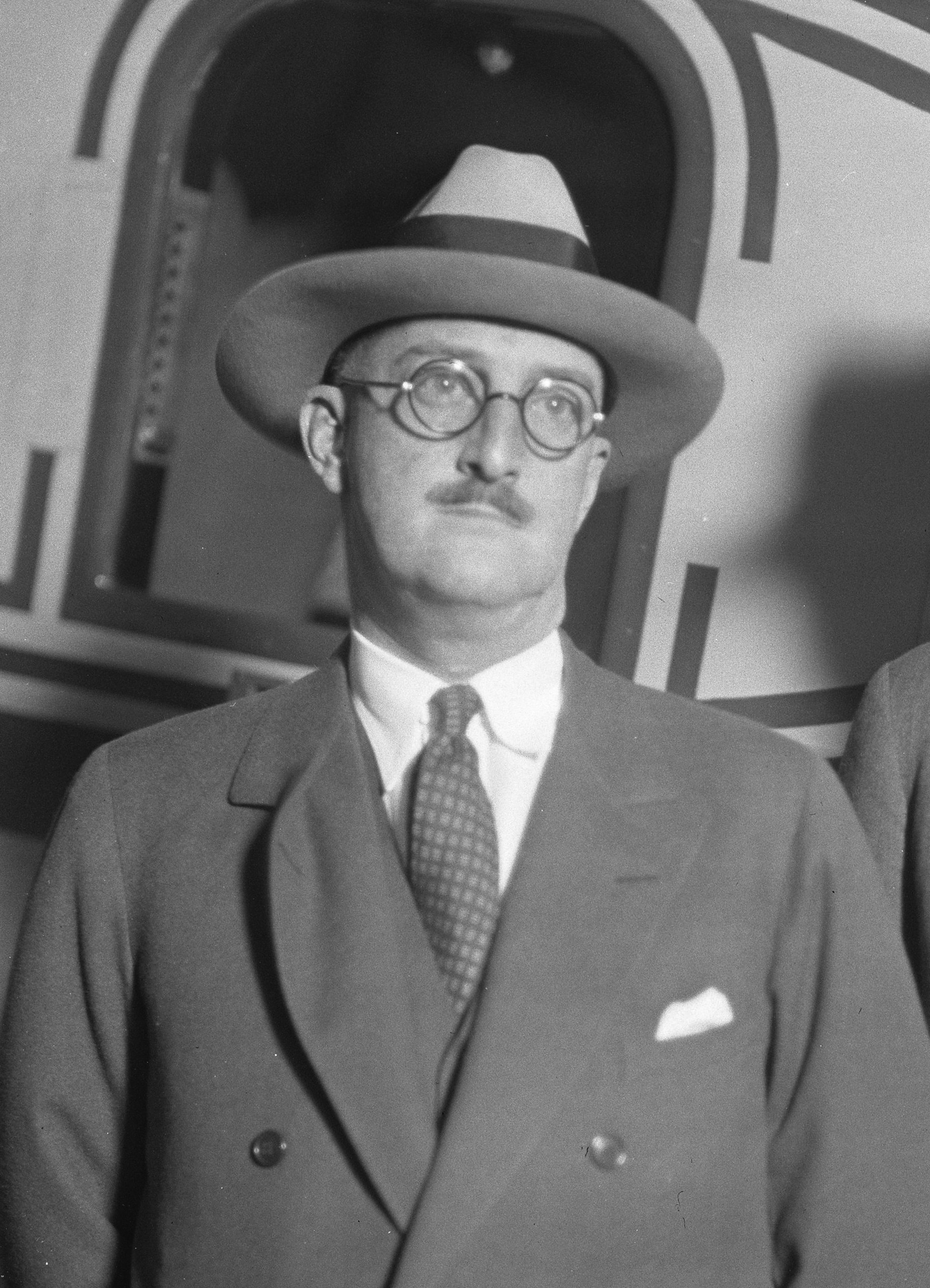
William Edward Boeing

Née le 15 juillet 1916 grâce à ses deux pères William E. Boeing et George Conrad Westervelt, Boeing est baptisée « B&W ». Peu après, son nom deviendra « Pacific Aero Products », et enfin « Boeing Airplane Company ».
En 1917, en raison de l'entrée en guerre des États-Unis, la Navy commanda 50 hydravions d'entraînement Model C, la première commande de Boeing. En 1923, Boeing fabriqua un avion de transport postal le Model 40A et en 1927, elle remporta un contrat pour assurer la liaison aéropostale San Francisco-Chicago.
Boeing créa alors la société « Boeing Air Transport » pour s'occuper de ses activités de transports aériens. Pendant la première année, près de 2 000 passagers furent transportés et on entreprit alors de créer des avions spécialement étudiés pour le transport des passagers, c'est ainsi que le Model 80 fut lancé. Dans les années qui suivirent, Boeing se mit à acquérir de nombreuses entreprises de fabrication d'avions, de moteurs, des compagnies aériennes et en 1929, Boeing changea son nom en United Aircraft and Transport Corporation.
En 1934, Boeing est devenu une grande entreprise fabriquant des avions, des moteurs, transportant le courrier postal, s'occupant des aéroports et assurant de nombreuses lignes aériennes. Mais, sous la pression d'une loi anti-trust interdisant aux constructeurs d'exploiter des lignes aériennes, ses créateurs vendent leurs participations et « United Aircraft and Transport » est scindée en trois entités :
- United Airlines, responsable du transport aérien
- United Aircraft, responsable de la fabrication dans l'Est du pays
- Boeing Airplane Company, responsable de la fabrication dans l'Ouest du pays.

Le site de production Boeing Plant 2 entre en service de 1936 aux années 1970
Peu après, un accord avec la compagnie aérienne Pan American World Airways fut signé, pour développer et produire un hydravion commercial capable de transporter des passagers sur les routes transatlantiques. Le Boeing 314 Clipper fit son premier vol en juin 1938. C'était le plus gros avion civil de son temps, il pouvait transporter 90 passagers sur les vols de jour et 40 passagers sur les vols de nuit. Un an après, la première ligne commerciale des États-Unis au Royaume-Uni fut inaugurée. D'autres routes aériennes furent ouvertes qui exploitaient le Boeing 314.
En 1938, Boeing mit en service le 307 Stratoliner ; c'était le premier avion de transport à cabine pressurisée ; il était capable de voler à une altitude de croisière de 20 000 pieds, donc au-dessus de la plupart des perturbations météorologiques, faisant de lui l'avion le plus résistant de la flotte Boeing.
Pendant la Seconde Guerre mondiale, Boeing construisit un grand nombre de bombardiers B-17 Flying Fortress et B-29 Superfortress.

### Années 1950 aux années 1980, guerre froide et jets

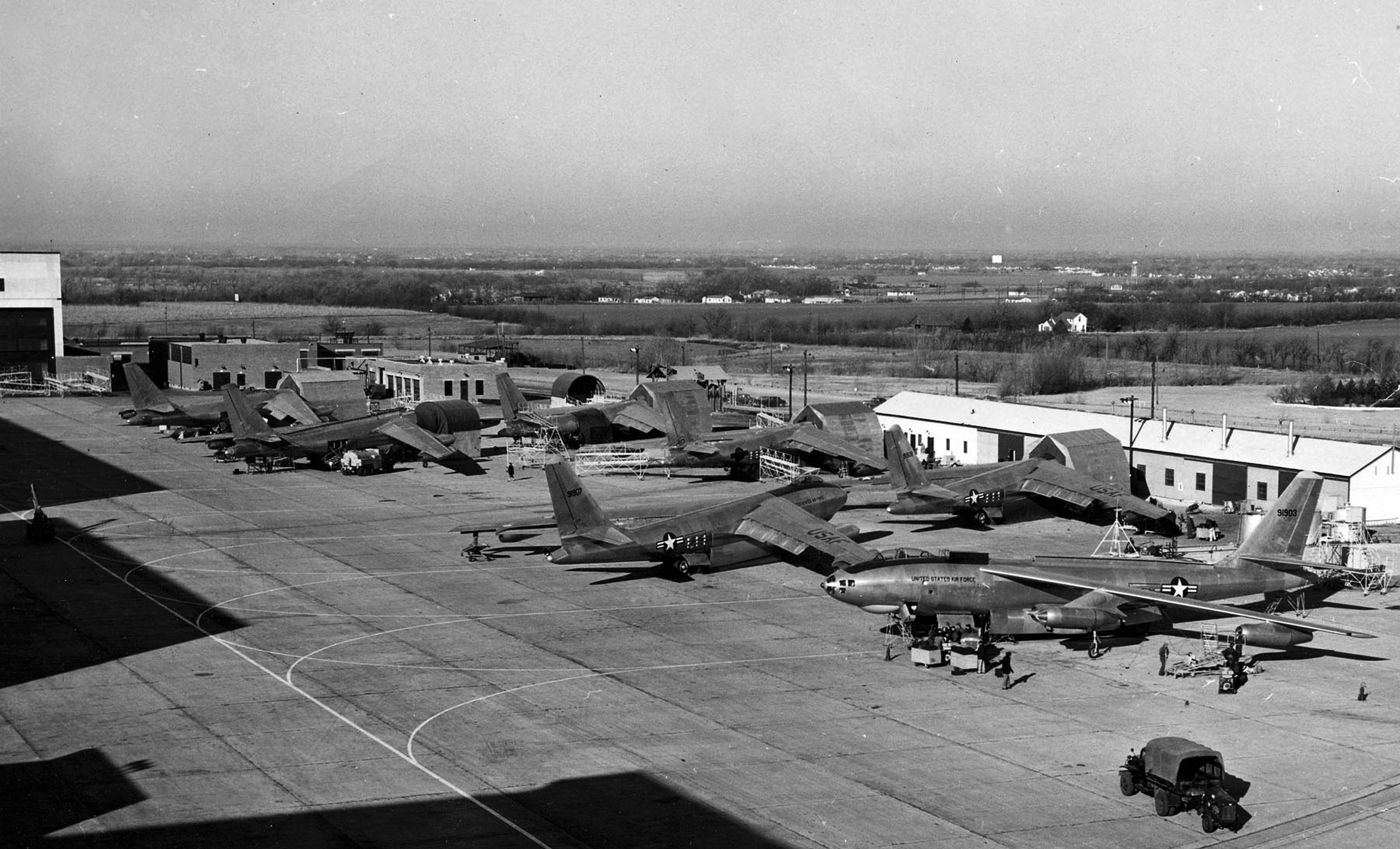
7 B-47A à l'usine Boeing de Wichita, Kansas, le 26 janvier 1951.

La guerre froide verra Boeing se spécialiser sur le plan militaire dans les avions bombardiers et spécialisés tels que des ravitailleurs conçus à partir de ses avions de ligne.
En acquérant Vertol Aircraft Corporation (anciennement Piasecki Helicopter) en 1960, Boeing devient un des grands hélicoptéristes mondiaux. Boeing Vertol devient Boeing Helicopters en 1987 et se nomme depuis 2002 Boeing Rotorcraft Systems.
En 1970, Boeing a 62 500 employés - au 3e rang des entreprises du secteur aéronautique américain - mais un chiffre d'affaires supérieur de moitié à ses principaux concurrents.

### Acquisitions durant les années 1990

Compétition Airbus-Boeing : Commandes nettes d'avions 2001-2015

En réponse au mouvement de concentration dans l'industrie de la défense américaine engagé par son concurrent Lockheed en 1995, Boeing acquiert en août 1996 les activités spatiales et de défense de Rockwell International pour 3,2 milliards de dollars. Rockwell était notamment le fabricant des 7 navettes spatiales américaines (Enterprise, Pathfinder, Columbia, Atlantis, Endeavour, Discovery et Challenger).
Puis, Boeing rachète le numéro deux du matériel de défense McDonnell Douglas, pour 13 milliards de dollars en août 1997. McDonnell Douglas était notamment le fabricant des lanceurs Delta et chasseurs F-15 et F/A-18.

### Années 2000
En 1999, l'avionneur Boeing a vendu 620 appareils. En 2004, les livraisons ont baissé pour atteindre 285 avions. Il est dépassé par son concurrent européen Airbus en commandes depuis 2002 et en livraisons depuis 2004.
En 2001, Boeing déménage son siège social qui était depuis 85 ans à Seattle, pour l'installer à Chicago, dans l'Illinois, à la suite de l'acquisition de McDonnell Douglas, le tout également favorisé par des incitations fiscales.
En 2003, deux responsables de Boeing sont incarcérés pour des faits de corruption.
En 2005 dans un marché record, la firme annonce 1 005 commandes (dont 569 B737, 235 B787 et 154 B777) dépassée de nouveau par Airbus d'une cinquantaine d'appareils. Fin 2005, le carnet de commande comprend 1809 avions livrables pour les 7 prochaines années dont 290 avions en 2005, et une prévision de 395 avions en 2006 et 445 avions en 2007. Le chiffre d'affaires du groupe est de 55 milliards de dollars en 2005 pour un bénéfice de 2,60 milliards de dollars. Le nouveau B 787 est un succès commercial, il revendique fin 2005, 291 commandes fermes et 88 intentions d'achats de 27 compagnies. Sa production doit débuter mi-2007 pour une entrée en service prévue courant 2008. Si son succès se confirme, certains analystes prévoient des ruptures d'approvisionnement de certains fournisseurs et des problèmes de cadences dans la production, comme Boeing en a déjà connus en 1997. Toujours en 2005, Boeing emploie plus de 245 000 employés aux États-Unis et leur salaire tourne autour de 45 000$/Année et peut aller jusqu'à 67 $/Heure (soit 127 000 $/année)
Boeing est redevenu le premier avionneur mondial en 2006, avec 1 044 commandes contre 824 pour Airbus.
Boeing a livré 481 avions commerciaux en 2009, une hausse de 28 % par rapport à 2008. Le Boeing 737 toujours aussi populaire chez les compagnies aériennes continue son règne avec 372 livraisons, 88 livraisons pour le Boeing 777, 13 livraisons pour le Boeing 767 et 8 livraisons pour le Boeing 747. Le carnet de commandes de Boeing est désormais de 3 375 avions dont 2 076 Boeing 737.

### Années 2010
En mars 2011, Boeing conclut une entente avec deux transporteurs aériens chinois pour un total de 43 appareils totalisant une somme avoisinant les 10 milliards de dollars américains. Air China prévoit d'acheter 5 appareils de type Boeing 747-8 et Hong Kong Airlines de faire l'acquisition de 38 appareils, dont 6 modèles cargo et 30 Boeing de la série Dreamliner. Si l'entente est approuvée par le gouvernement chinois, la livraison des appareils de ce nouveau modèle de 747 est planifiée entre 2014 et 2015.
En novembre 2011, Boeing a signé une commande pour produire « 50 long-courriers 777 pour 18 milliards de dollars [américains] de la compagnie Emirates ». Quelques jours plus tard, elle a obtenu un autre contrat de Lion Air qui « va acquérir 230 Boeing moyen-courriers 737 pour près de 22 milliards [américains], dont 201 737 MAX ».
En 2014, Boeing réalise la meilleure performance commerciale de son histoire avec 1 432 commandes nettes et la livraison de 723 avions civils.
En septembre 2016, Boeing a signé un accord avec le Maroc dans le but de créer un « écosystème industriel » au royaume.
En novembre 2016, Boeing annonce une restructuration de sa branche dédiée à la défense avec la suppression de 500 postes, la fermeture de 2 usines à El Paso et Newington et le déplacement de 2 000 employés. Après avoir réduit les effectifs de sa section aéronautique de 8 % en 2016, le syndicat des techniciens et ingénieurs de Boeing a annoncé au début du mois de mars 2017 que 1 880 adhérents de la région de Seattle avaient accepté un départ volontaire.
En 2017, Boeing conclut un contrat d’un milliard de dollars sur 30 ans avec le français Dassault Systèmes. Ce contrat porte sur l'utilisation du logiciel 3Dexperience et vise à « moderniser le système de production ». En octobre 2017, Boeing acquiert l'entreprise Aurora, spécialisée dans les vols autonomes.
En mai 2018, Boeing annonce l'acquisition de KLX, un équipementier aéronautique américain, pour 3,2 milliards de dollars, en plus d'une reprise de dette de 1 milliard de dollars.
En juillet 2018, Boeing annonce la création d'une co-entreprise avec Embraer, ce dernier apportant des actifs regroupant ses activités dans l'aviation civile valorisées à 4,75 milliards de dollars, alors que Boeing apportera des actifs de l'ordre de 3,8 milliards de dollars. Cette co-entreprise sera détenue à 80 % par Boeing. Le montant investi par Boeing n'est pas révélé. Cet accord exclut les activités militaires d'Embraer, ainsi que ses activités de jets privés,.

#### L'affaire du Boeing 737 MAX
Après les accidents, à quelques mois d'intervalle, des appareils de Lion Air et d'Ethiopian Airlines, l'Agence européenne de la sécurité aérienne (EASA) décide, le 12 mars 2019, de fermer l'espace aérien européen aux Boeing 737 MAX 8 et 9. Le lendemain, le Canada et les États-Unis clouent au sol les 737 MAX. Il en est de même pour la plupart des compagnies aériennes possédant cet appareil dans leur flotte, et certaines, comme Norvegian Air Shuttle, envisageant de demander réparation au constructeur américain du fait du préjudice financier causé par l'immobilisation de ses 18 appareils. Des employés de l'agence fédérale de l'aviation aux États-Unis ont découvert que la compagnie avait désactivé un signal d'alerte des 737 MAX pour le rendre optionnel et payant.
Les enquêtes et inspections approfondies sur le modèle 737 MAX ont également révélé des fissures structurelles sur le 737 NG. Certains avions sont immobilisés en Australie, par la compagnie Qantas, et en Corée par la compagnie Korean Air.
Depuis , les Boeing 737 Max ont été remis en service.

### Années 2020
La crise économique liée à la pandémie de Covid-19 touche tous les secteurs de l'aéronautique de façon extrêmement sévère.
En avril 2020, Boeing annonce l'annulation de l'accord avec Embraer qui allait être finalisé.
Boeing obtient en mai 2020 deux contrats représentant 2,5 milliards de dollars afin de livrer plus de 1 000 missiles sol-air et anti-navires à l'Arabie saoudite.
En novembre 2020, Boeing annonce la suppression de 7 000 postes supplémentaires faisant passer au total le groupe de 160 000 employés à 130 000, pour la fin 2021.
La suspension de vol du Boeing 737 Max se termine à partir du 18 novembre 2020 progressivement à travers le monde, mais pas en Chine où l'autorité de régulation la CAAC maintient l'interdiction de vol sur son territoire en avril 2021 après avoir été la première à le clouer au sol au mois de mars 2019 tandis que l'Inde n'autorise toujours que le survol du pays, mais pas son exploitation par les compagnies aériennes.
Son chiffre d'affaires est en 2020 de 58,2 milliards de dollars, contre 76,6 milliards en 2019, et a une perte d'exploitation de 12,8 milliards de dollars.
Le 7 janvier 2021, Boeing annonce avoir signé une entente avec le département de la justice américain pour mettre un terme à une poursuite judiciaire où la société est accusée au criminel. Elle promet de verser 2,5 milliards US$ : 243 millions à titre d'amende, 1,77 milliard pour régler une petite partie des indemnités dues aux compagnies aériennes ayant acquis des 737 MAX, et 500 millions environ pour dédommager les familles endeuillées lors des crashs de Lion Air et Ethiopian Airlines en 2018 et 2019,. Cet arrangement sous forme de « plaider coupable » évite le procès à Boeing, et permet notamment à la compagnie de rester en mesure de répondre à des appels d'offres publics. Cependant, si l'affaire est réglée vis-à-vis du parquet américain, Boeing reste exposé aux poursuites qui pourraient être lancées à titre personnel par les victimes et leurs familles.
Le 9 janvier 2021, peu après 14 h 0, un Boeing 737-500 de la compagnie Sriwijaya Air (Vol Sriwijaya Air 182) disparaît des radars après avoir décollé de l'aéroport de Jakarta.
En février 2021, Boeing est l'objet d'un ensemble d'amendes d'un montant de 6,6 millions de dollars pour différents manquements liées à la sécurité et aux obligations qu'il avait négociées avec la Federal Aviation Administration.
En mai 2022, Boeing annonce le déplacement de son siège social depuis Chicago pour aller à Arlington en Virginie.
Le 21 février 2024, un mois après qu'un 737 Max 9 a perdu une porte en début de vol, Boeing renvoie son responsable du programme 737 Max sans préavis et restructure son équipe dirigeante.
Le 9 mars 2024, John Barnett, un ancien employé de l'entreprise ayant dénoncé des problèmes de contrôle de qualité et de sécurité au niveau de la production, devenu lanceur d'alerte, est retrouvé mort dans le parking d'un hôtel de Charleston, en Caroline du Sud alors que se tiennent des audiences. Il serait mort d'une « blessure par balle auto-infligée ». Boeing a fait part de sa tristesse à l'annonce de son décès,,. Le 14 mars 2024, la chaîne de télévision américaine ABC News 4 conduit une interview d'une amie de longue date de John Barnett et de sa famille. Celle-ci y affirme avoir discuté avec lui de sa déposition à venir contre Boeing et que dans le cours de la conversation il lui dit : « je n'ai pas peur, mais si jamais il m'arrive quelque chose ce ne sera pas un suicide. »
Le 25 mars 2024, le groupe annonce les départs progressifs du président du conseil d'administration Larry Kellner, du PDG David Calhoun et du patron de Boeing Aviation Commerciale, Stan Deal.
Le 17 avril 2024, quatre lanceurs d'alerte, dont un ingénieur de Boeing et trois anciens employés de l'entreprise, témoignent devant une commission d'enquête du Sénat américain. Ils affirment que la production des avions Boeing 737 Max, 787 Dreamliner et 777 comportent de « graves problèmes » concernant la sécurité.
Moins de deux mois après la mort de John Barnett, le 30 avril, un autre lanceur d'alerte, Joshua Dean, meurt emporté en moins de deux semaines par une infection soudaine à propagation rapide. Ancien contrôleur qualité chez Spirit AeroSystems, un fournisseur de Boeing, il était l’un des premiers à affirmer que la direction de ce fabricant de pièces d’avion avait tenté de dissimuler des défauts de fabrication des 737 Max.
En juin 2024, Boeing annonce l'acquisition de Spirit Aerosystems pour 4,7 milliards de dollars hors reprise de dettes, dans un contexte d'importants problèmes de fiabilité notamment dû à des pièces issues de Spirit Aerosystems,.
En août 2024, Boeing signe un contrat de 2,56 milliards de dollars avec l'US Air Force pour deux prototypes d'E-7A AEW&C Wedgetail, basés sur le 737-700 NG.
Le 13 septembre 2024, une grève générale suivie par 33 000 ouvriers de Boeing dans ses usines historiques de Seattle, est déclenchée par ces derniers réclamant une augmentation salariale de 40% et le retour au système prédéfini d'une assurance retraite, en vigueur dans l'entreprise avant 2008 avant retrait au profit d'un système de capitalisation boursière. La grève totale, qui est reconduite le 23 octobre 2024 par les deux tiers, entraîne la paralysie de la production des 737 Max, 767, 777 et d'appareils militaires.
En octobre 2024, l'entreprise annonce pour le troisième trimestre 2024 une perte de 6 milliards de dollars, et qu'elle va supprimer environ 10% de son effectif mondial, soit 17 000 postes,,.
Conséquence de ces pertes et de ces nombreux problèmes subis par l'avionneur, Boeing annonce fin janvier 2025 une perte cumulée de 11,83 milliards de dollars (11,35 milliards d'euros) pour l'année 2024.
Durant 2024 et 2025 de nombreux vols d’appareils du constructeur aéronautique connaissent des problèmes, plus ou moins graves, le crash du vol Air India 171 en juin 2025 venant accentuer la défiance envers le fabricant, alors que le constructeur aéronautique tente de rétablir la confiance dans la sécurité de ses avions.

#### Guerre à Gaza
À partir de 2023, Boeing est critiquée pour sa vente d'armes à l'armée israélienne dans le cadre de la guerre à Gaza. Durant la première semaine de la guerre, Boeing envoie 1 000 bombes à Israël. En réaction, des usines où des armes utilisées par l'armée israélienne sont produites sont bloquées par des militants, par peur qu'elles soient utilisées pour commettre des crimes de guerre, voire un génocide,,. Des étudiants appellent leurs universités à cesser leurs partenariats avec Boeing,,,,. Boeing à réalisé entre 50 et 100 milliards d'USD en vendant des armes à l'armée israélienne.

## Activité

### Boeing Commercial Airplanes

#### Renton
L'usine de Renton est la plus ancienne de Boeing. C'est pendant la Seconde Guerre mondiale que le lieu devient une usine pour l'aviation militaire de Boeing avec principalement le B29. Par la suite l'usine va construire les modèles civils de la marque. Sont sortis de cette usine les 707, 727, 737 et 757.

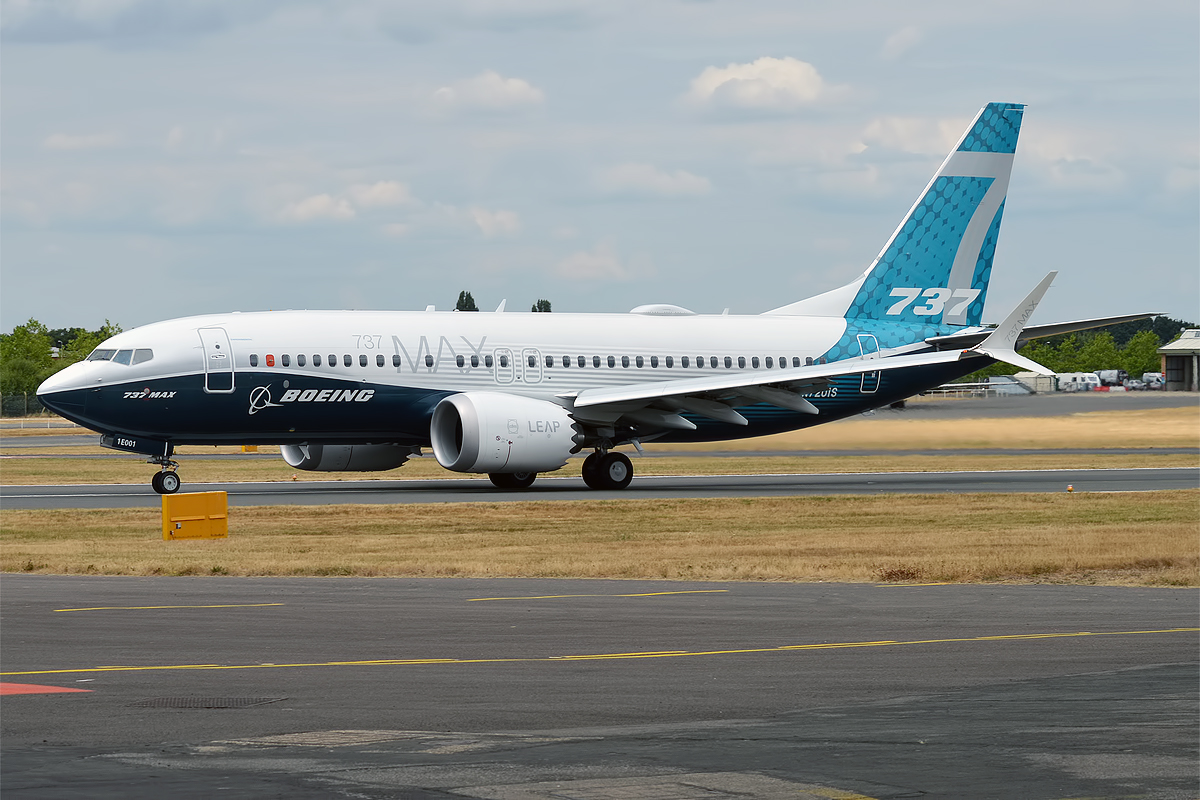
737 Max

En 2021 le site produit le 737 Max.

### Everett
L'usine d'Everett fut ouverte en 1967 pour permettre la construction du Jumbo Jet 747 commandés à 25 exemplaires par la PAN AM. Agrandie depuis, il s'agit du plus gros bâtiment du monde en termes de volume. Il abrite la chaine de production des gros porteurs 747, 767 et 777.

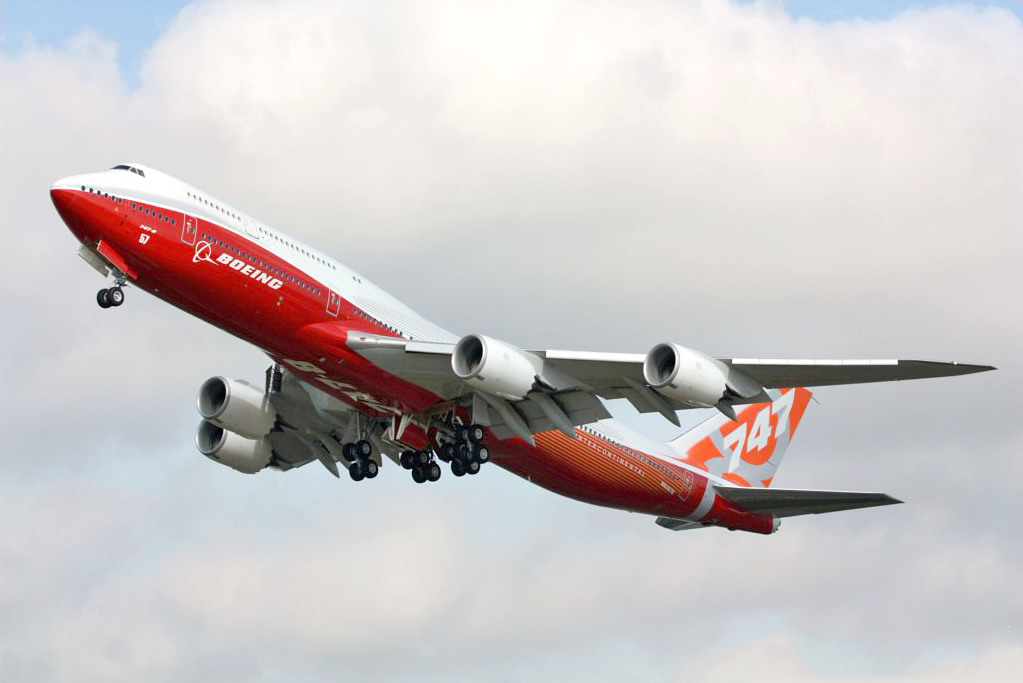
747-8

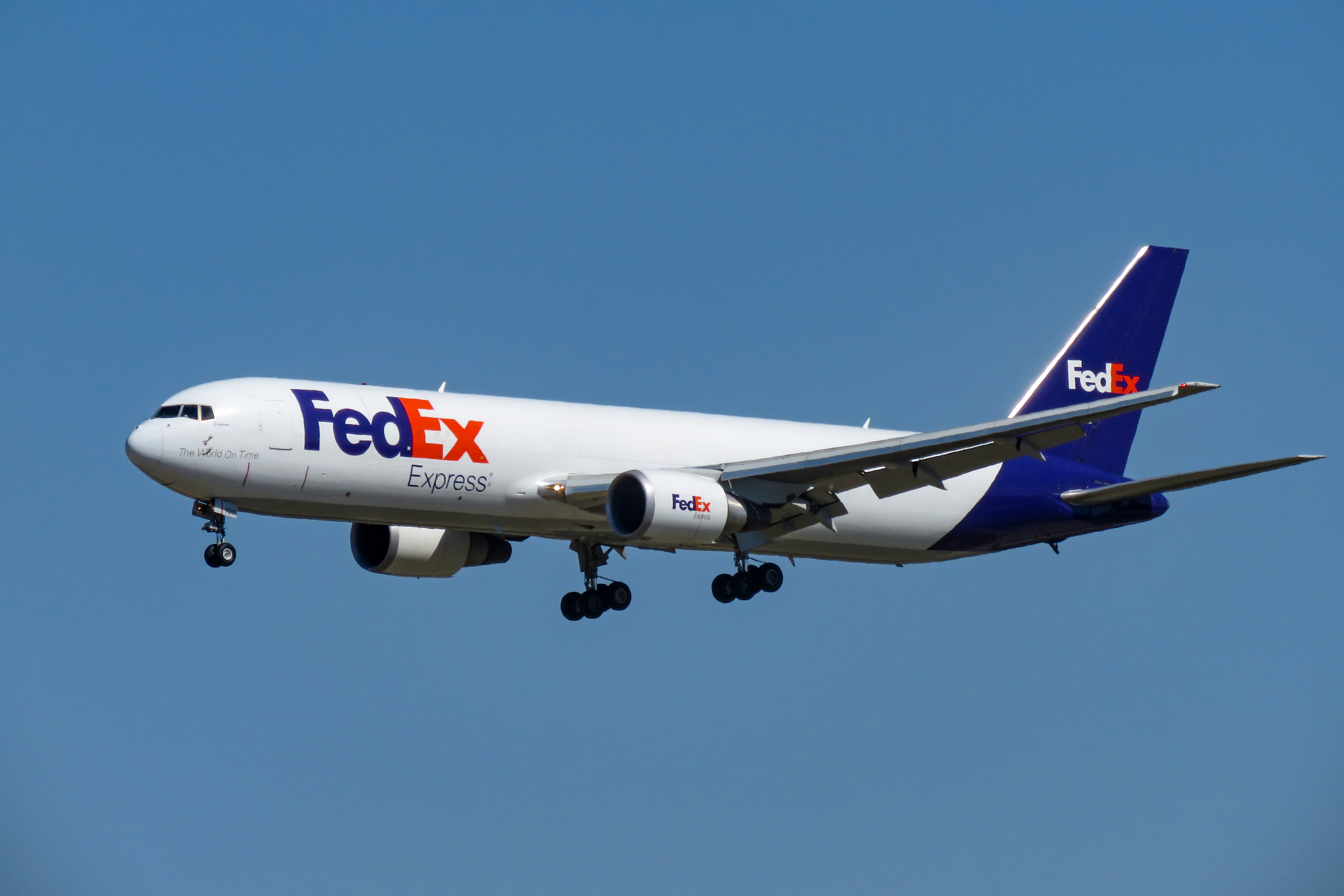
767F

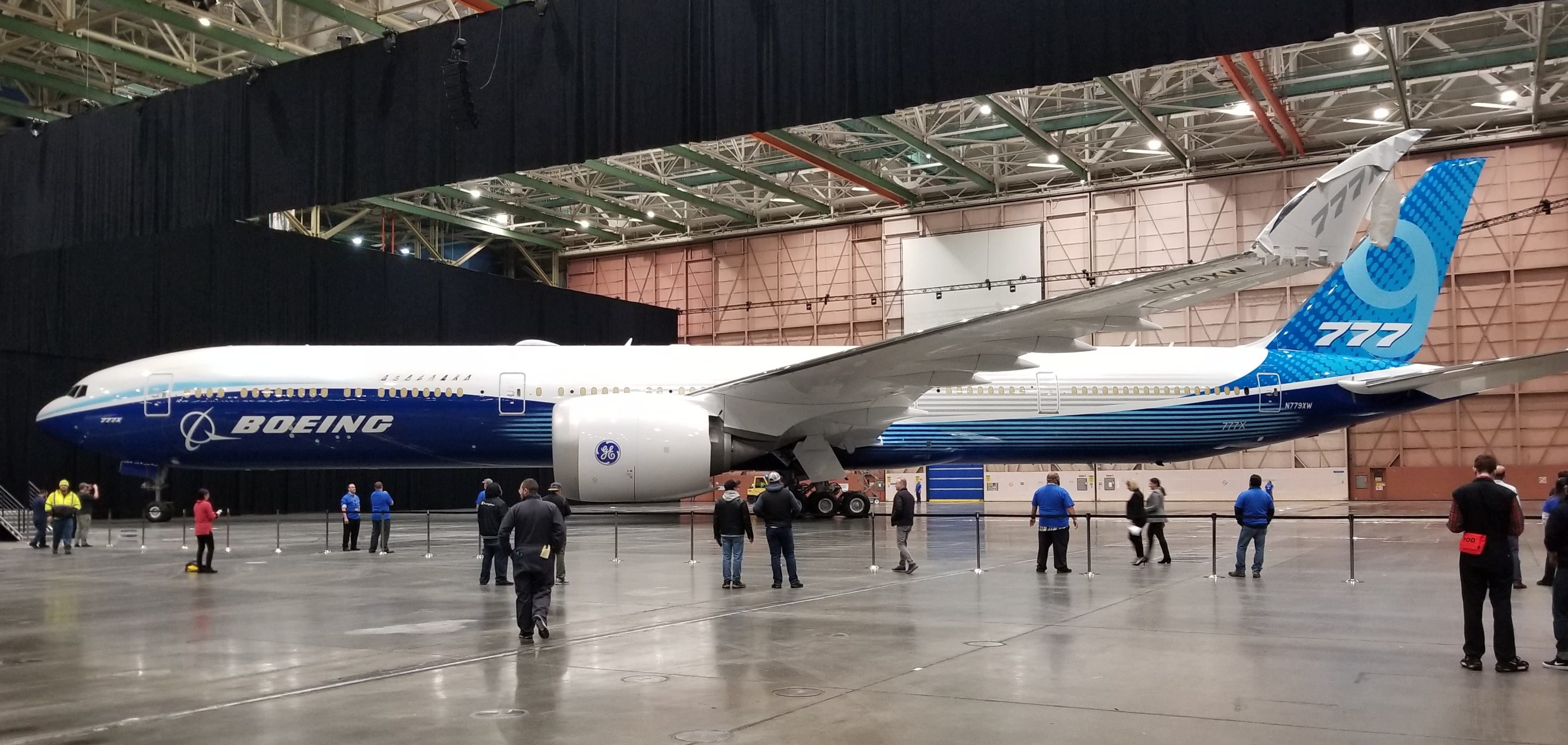
777-9

### North Charleston
L'usine de North Charleston est la plus récente de Boeing. Inaugurée en 2011 pour produire une partie des nouveaux 787 notamment la version -10. L'avion ayant un gros succès commercial, il n'est pas possible de soutenir les cadences de production uniquement à Everett. North Charleston devient finalement en 2020 le lieu unique de fabrication des 787 à la suite de la décision de Boeing de regrouper la production sur un même site.

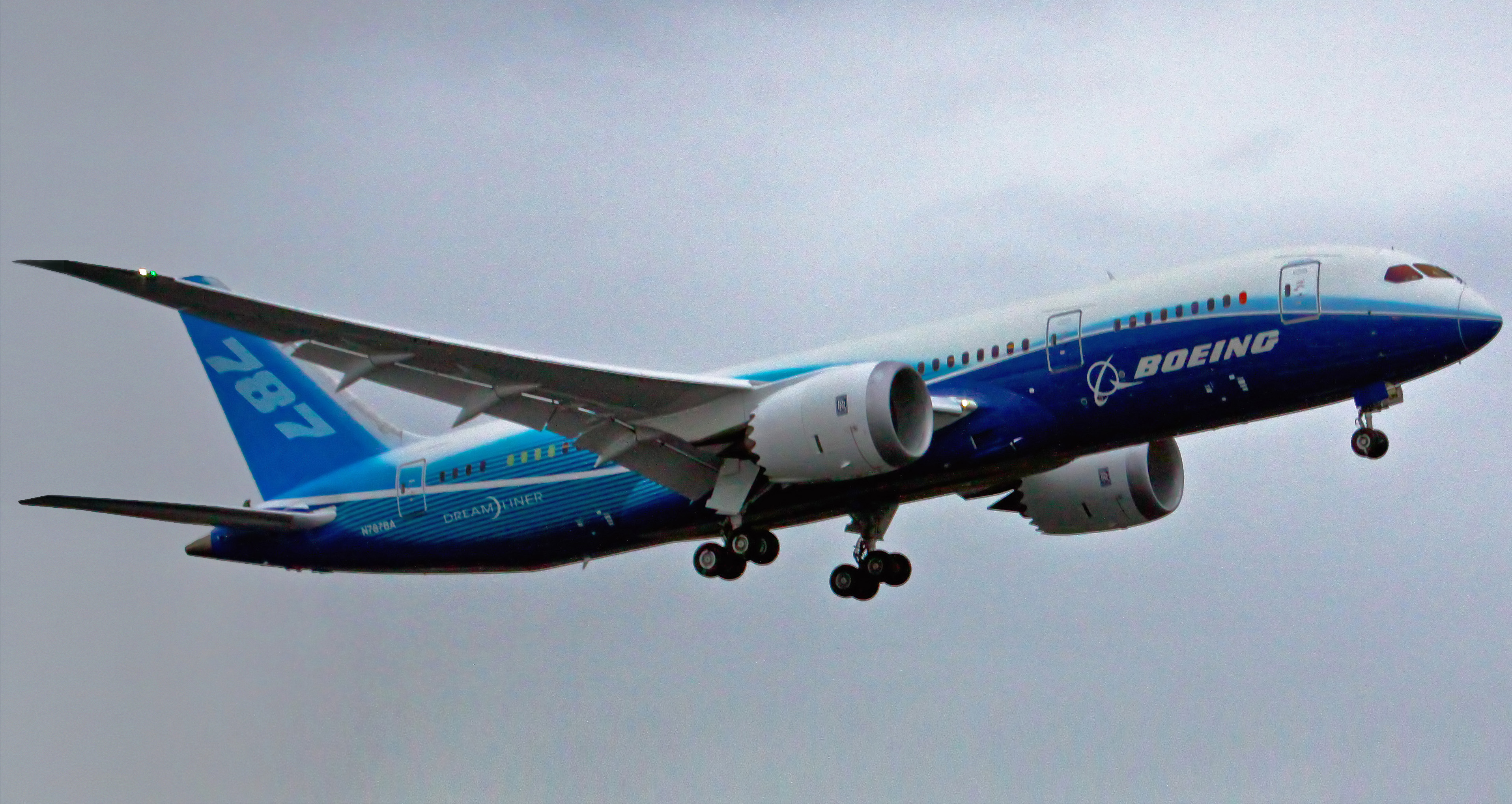
787

### Boeing Defense, Space & Security
En 2020, le groupe se classe au 2e rang mondial parmi les industries de défense et de sécurité, ses revenus dans ce domaine s'élèvent à 32,4 milliards de dollars, ce qui représente 56 % de l'ensemble de son chiffre d'affaires.

#### Hélicoptères
Anciennement Boeing Rotorcraft Systems, la société produit actuellement l'AH-64 Apache sur le site de La Mesa à la suite du rachat de McDonnell Douglas en 1997, ainsi que le CH-47 Chinook sur le site de Ridley Park.
Boeing produit aussi en coopération avec Bell le V-22 Osprey

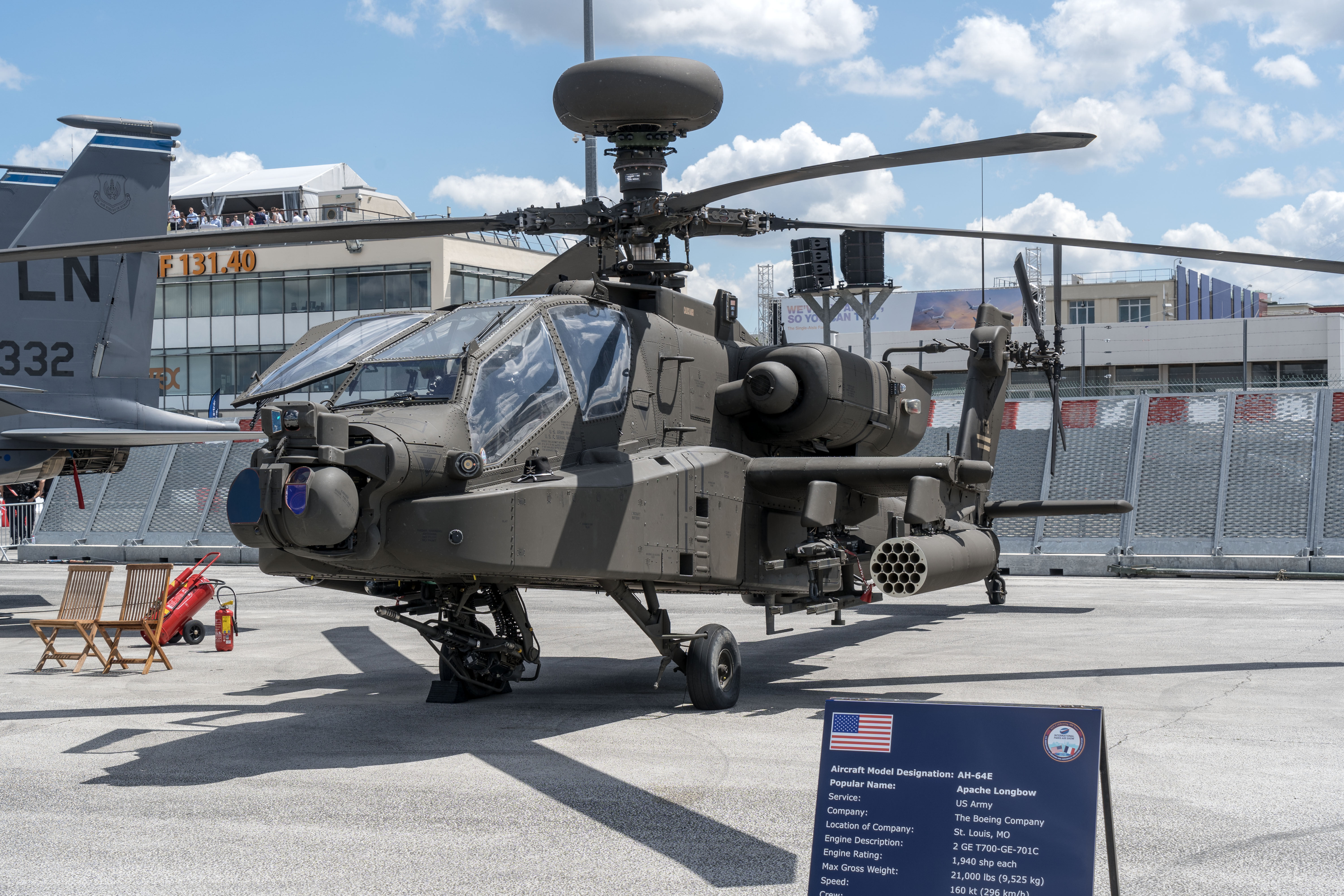
AH-64 Apache

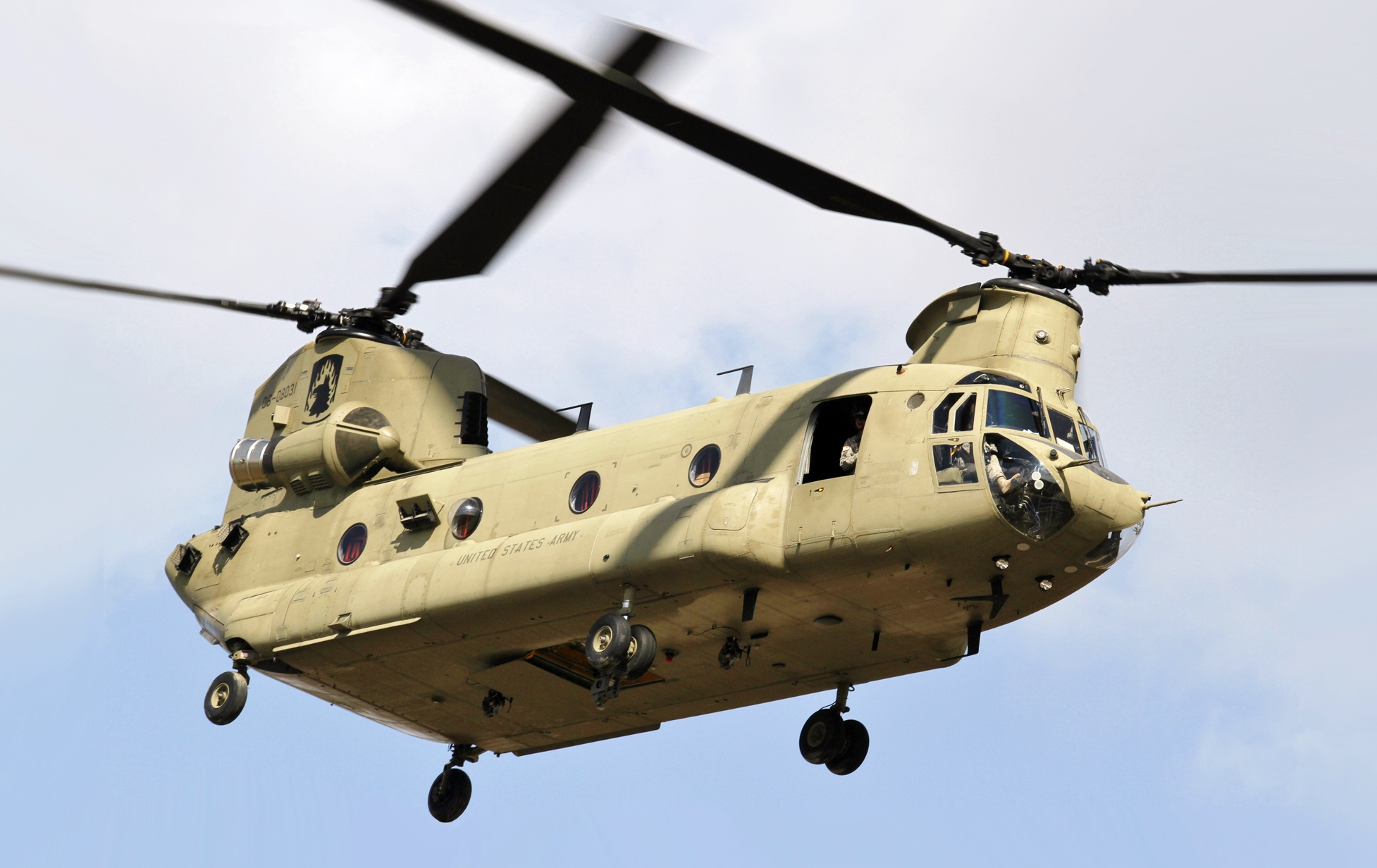
CH-47 Chinook

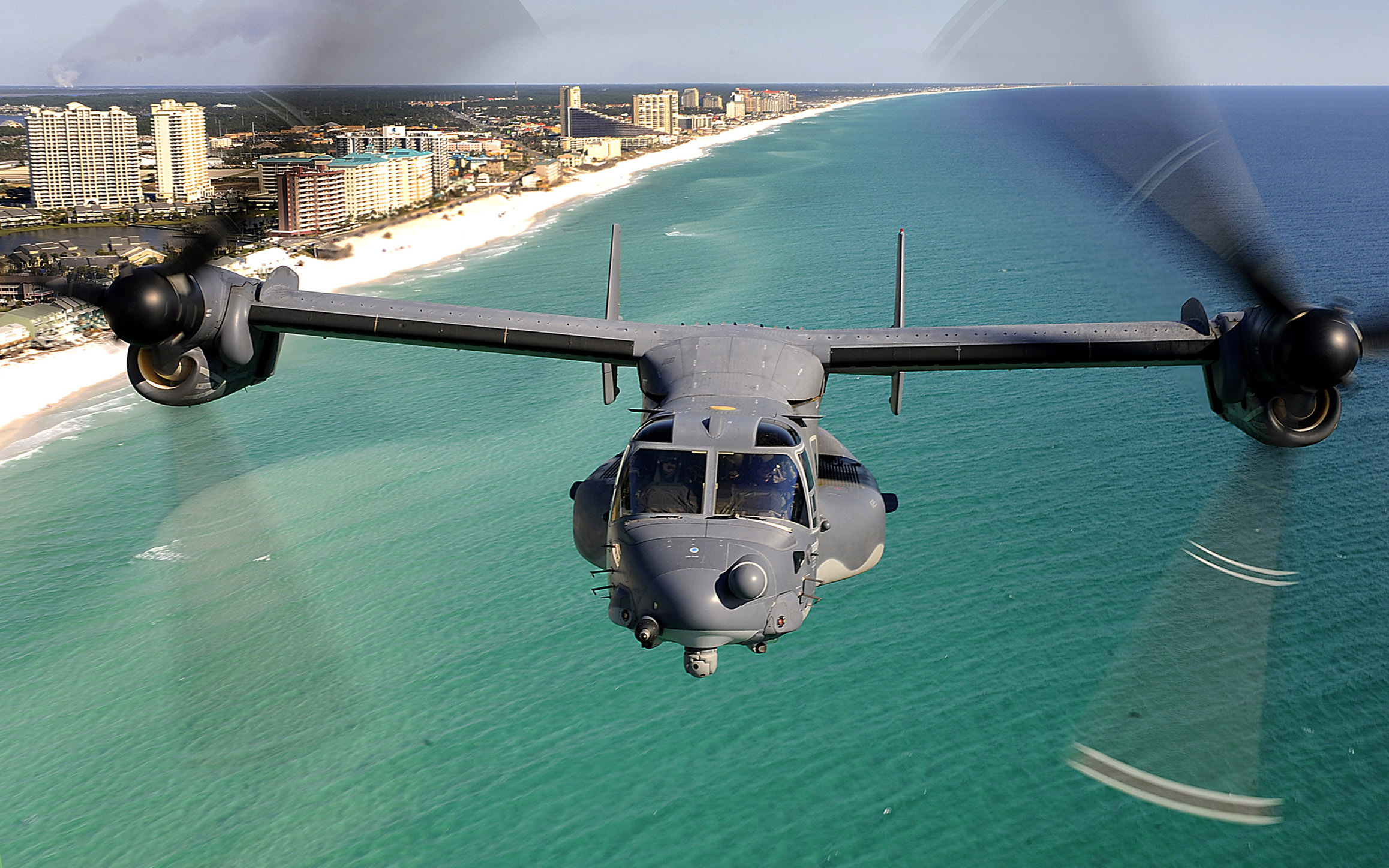
V-22 Osprey

#### Avions militaires
Boeing était principalement célèbre pour ses bombardiers, comme le B29 Superfortress qui a participé à la Seconde Guerre mondiale et aux Bombardements atomiques d'Hiroshima et de Nagasaki, ou encore le B52 Stratofortress, avion des années 50, toujours en service actif dans l'US Air Force. Ensuite la production s'est plutôt limitée à des versions militaires de transport, de surveillance ou de ravitaillement de ses modèles civils comme actuellement le KC-767, le KC-46, le P-8 et le futur avion présidentiel américain VC-25B.

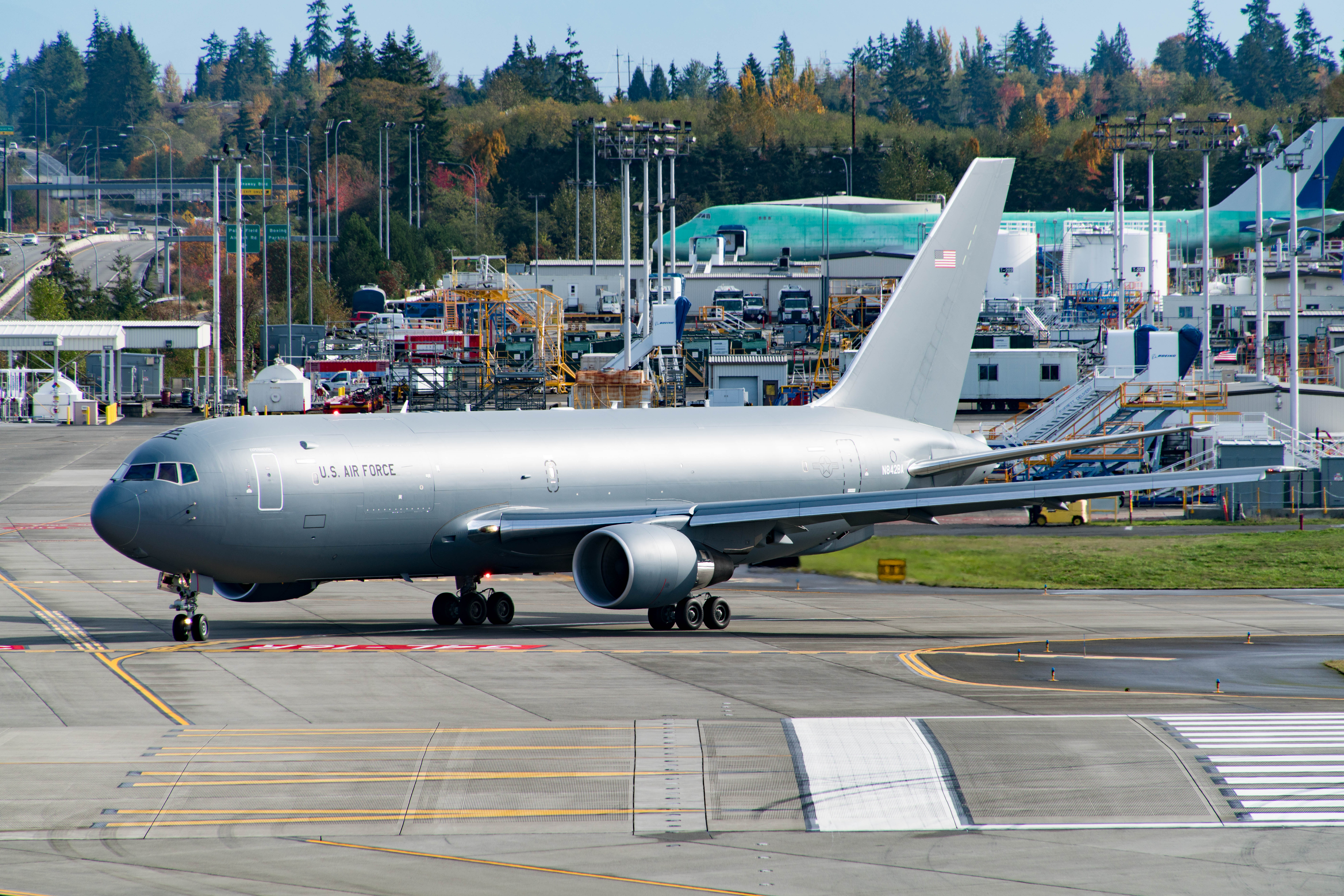
KC-46

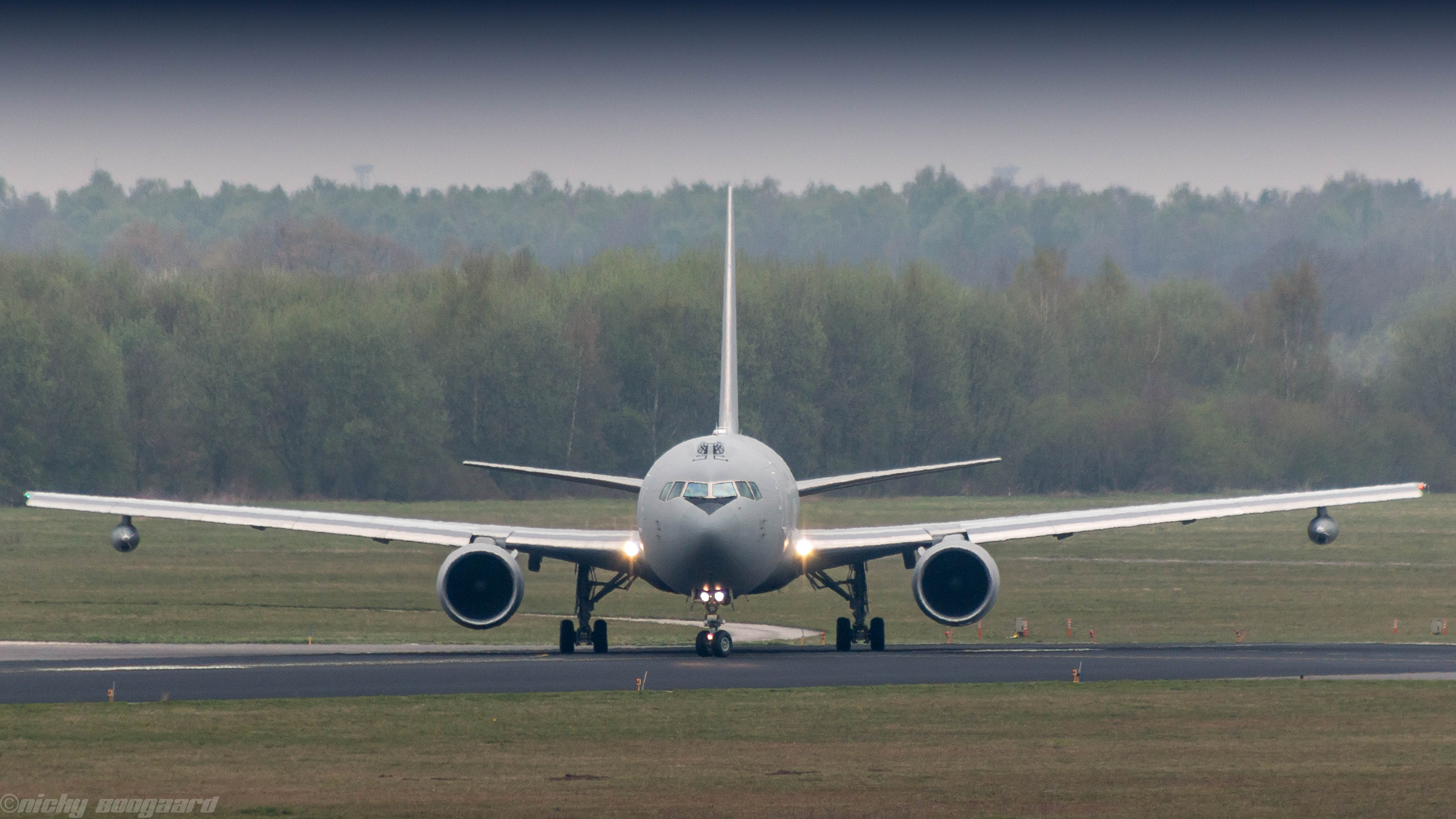
KC-767

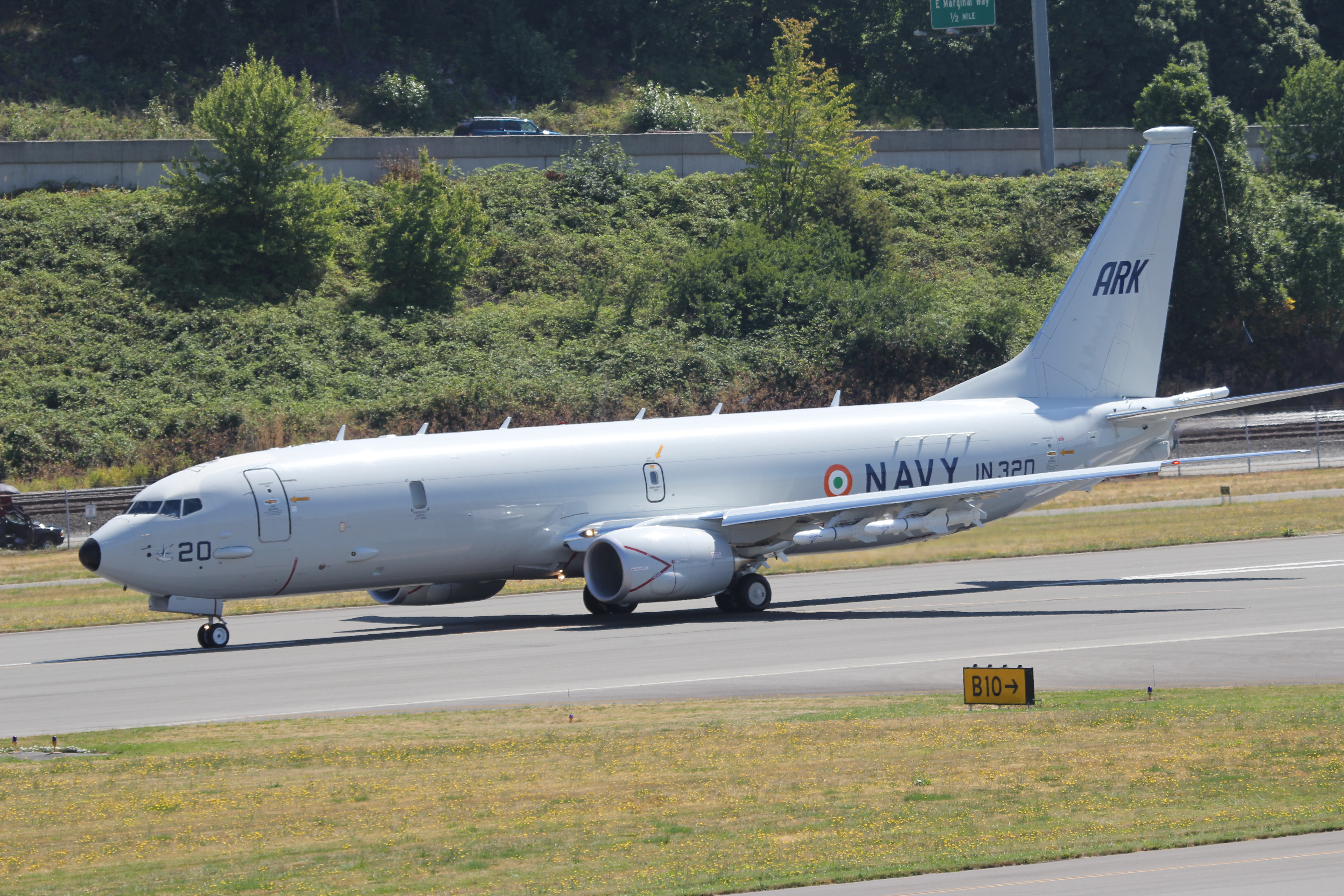
P-8

Avec le rachat de McDonnell Douglas, Boeing a récupéré la production des avions multirôles de ce dernier avec le F15 et F18 ainsi que des missiles comme le AGM-84 Harpoon toujours en production. En 2021 Boeing fournit les ailes, le fuselage arrière et l'avionique du Lockheed Martin F22, et participe avec Saab à l'élaboration du T-7, le futur avion d'entraînement de l'US Air Force.

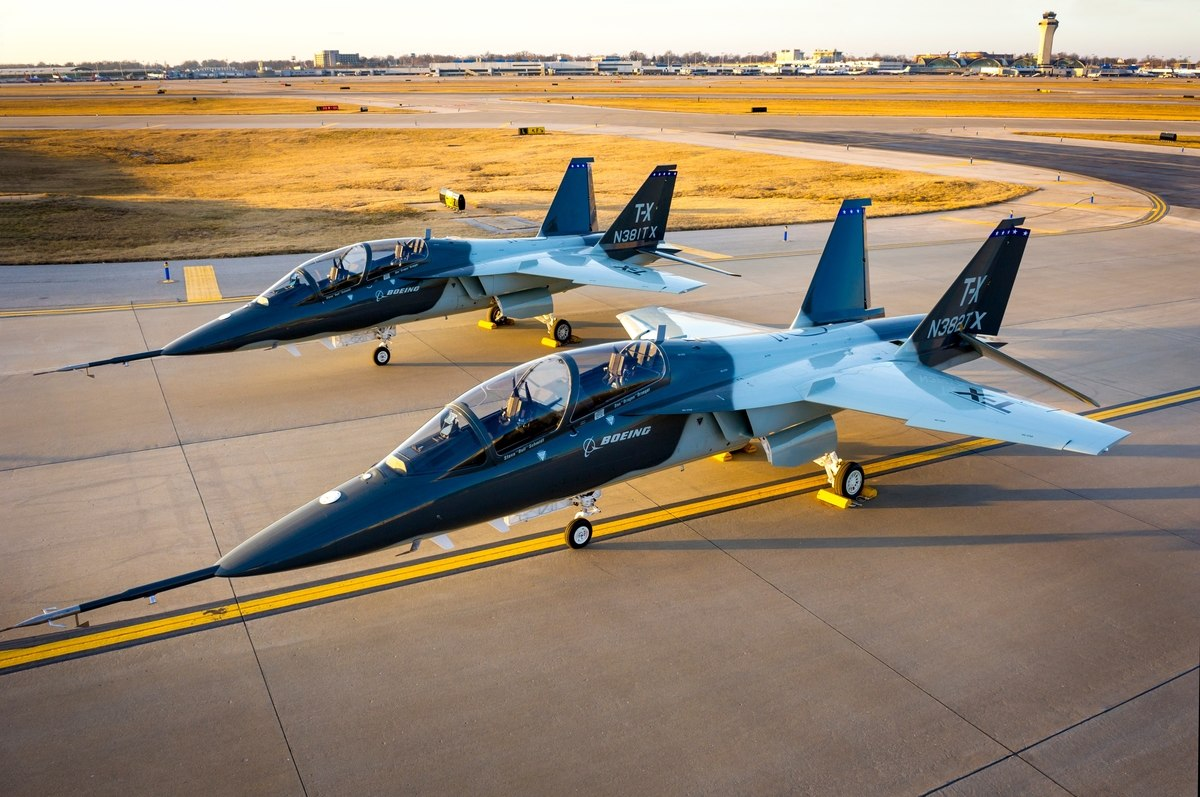
T-7 Red Hawk

#### Domaine Spatial
Boeing participa lors de la guerre froide au programme de missile des États-Unis avec le Minuteman et le Peacekeeper. Il participa aussi au Programme Apollo en fournissant le premier étage de la fusée Saturn V. Boeing est toujours très présent dans le domaine spatial avec le lanceur Delta IV et Atlas V dans la coentreprise United Launch Alliance. Il fait aussi partie du projet Space Launch System en coopération avec la NASA.
Boeing développe et produit aussi la navette X-37 pour le compte de l'US Space Force.

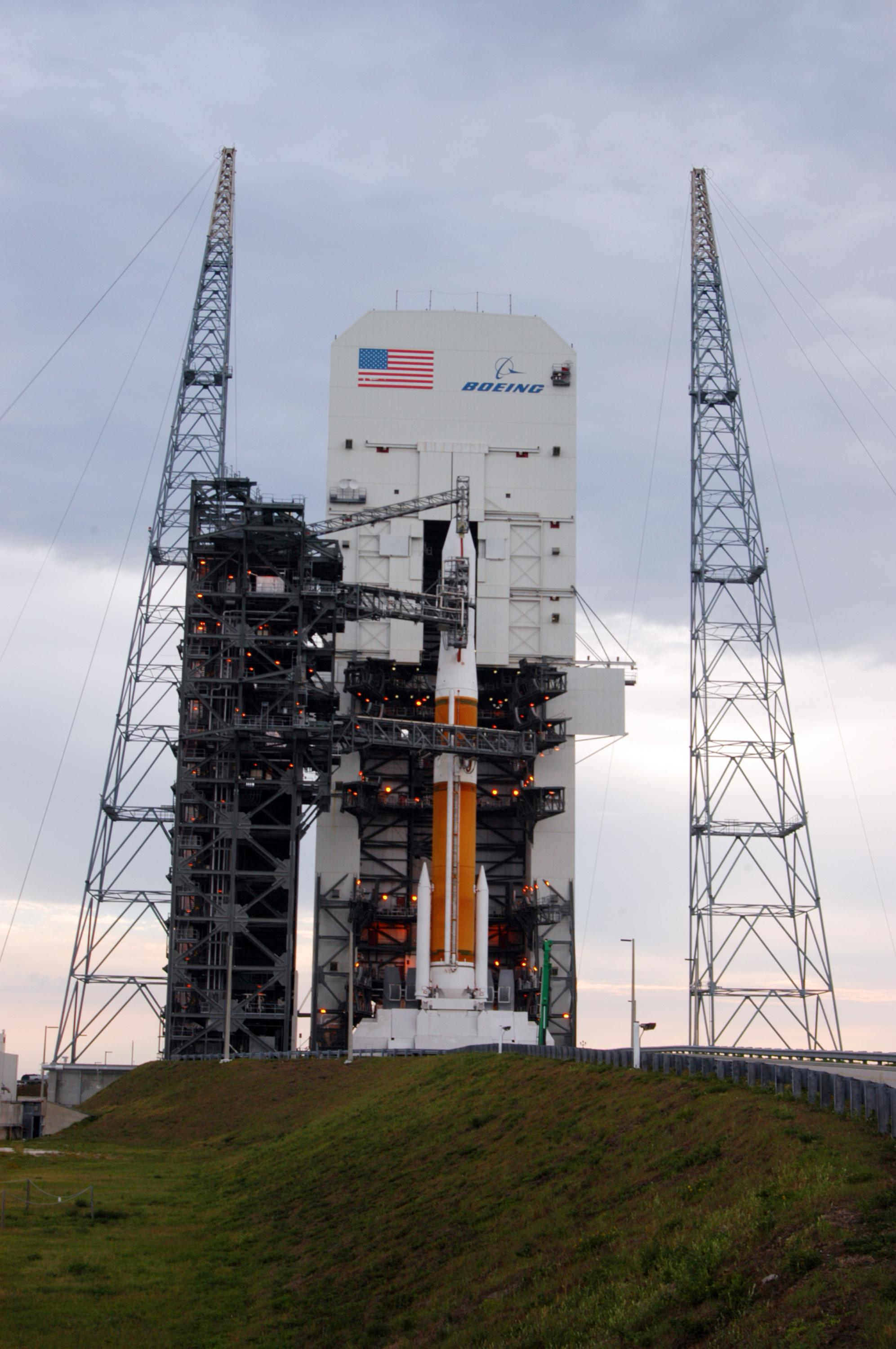
Delta IV

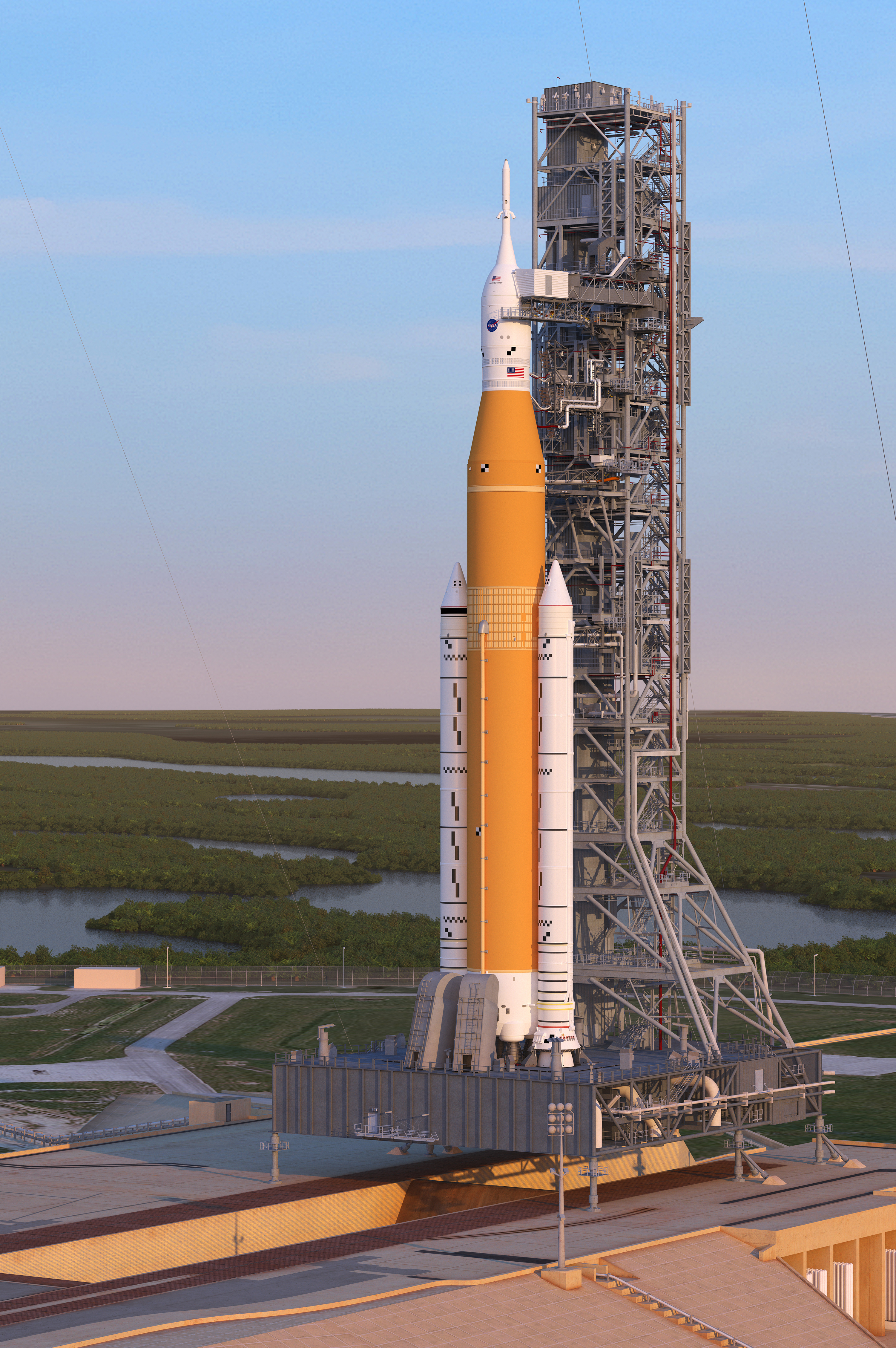
Space Launch System (Vue d'artiste)

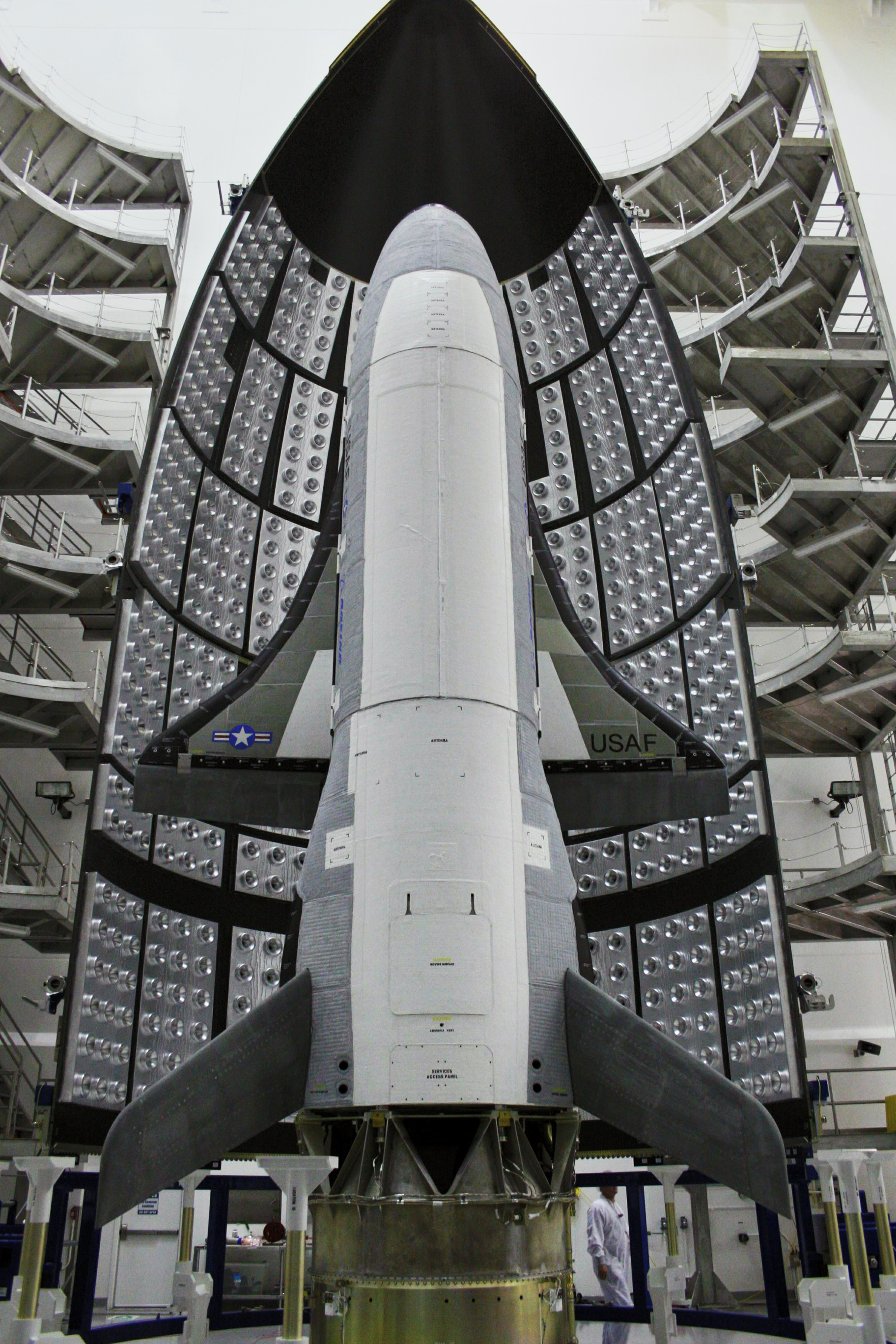
X-37

À la suite de l'appel d'offres de la NASA pour le programme Commercial Crew Development visant à renvoyer des astronautes dans l'espace depuis le sol américain à la suite du retrait de la navette spatiale américaine, Boeing développe le vaisseau CST-100 Starliner. Le premier vol est un échec et un nouvel essai sans équipage est prévu pour le 30 juillet 2021. Dans le même temps, son concurrent direct, SpaceX a déjà transporté deux équipages sur la station spatiale internationale avec son Crew Dragon.

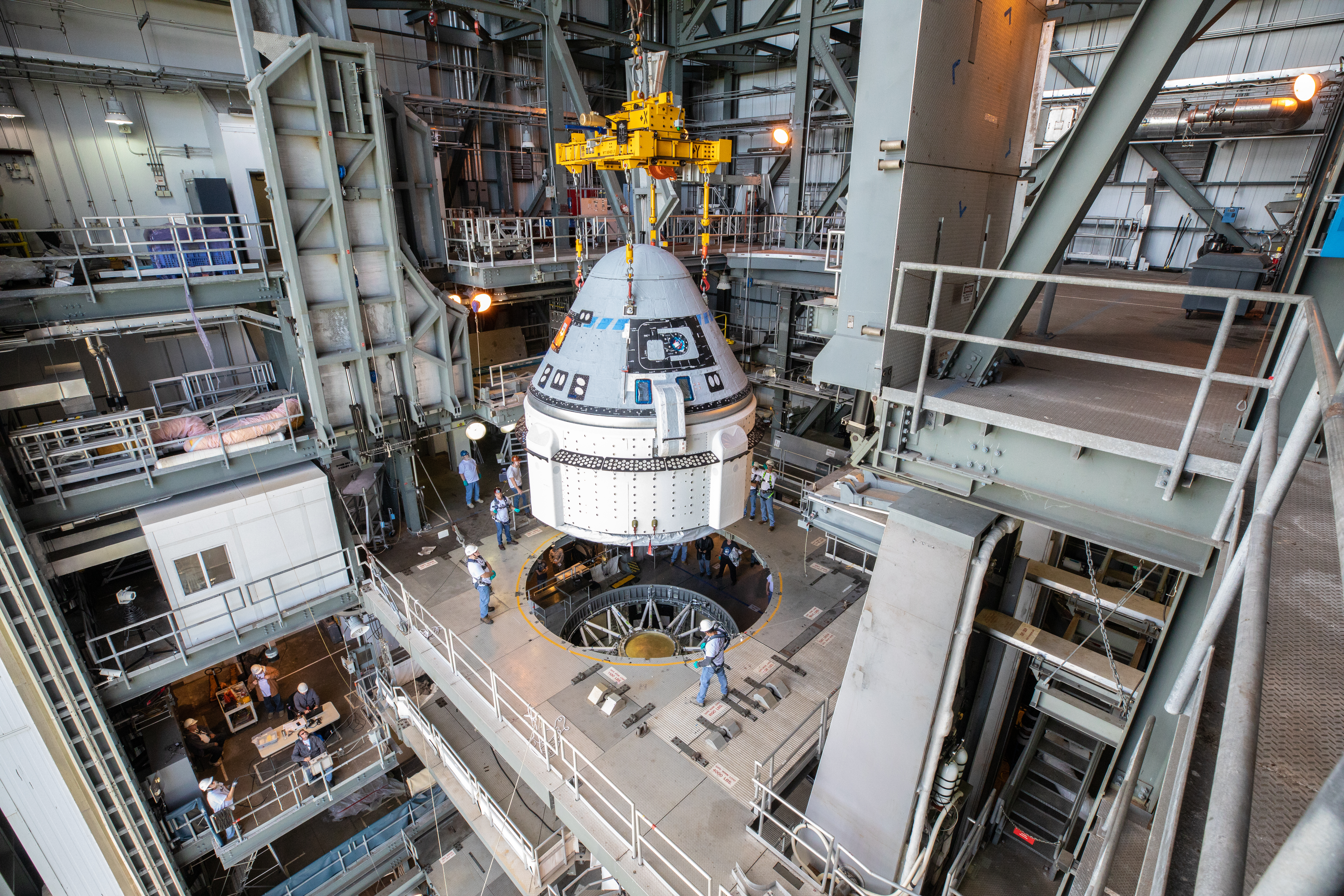
CST-100 Starliner

## Nomenclature
La classification des avions Boeing référence : le type d'avion, son modèle, sa version et enfin la première compagnie aérienne propriétaire de l’appareil.
Elle peut se faire sous la forme de deux numéros, éventuellement reliés entre eux par un trait d'union (tiret du 6) et constitués chacun de trois chiffres répartis comme suit :
- premier nombre à trois chiffres.
  - Le premier chiffre de la première centaine correspond ainsi au secteur d'activité :
    - un 3 pour les avions à hélices,
    - 4 pour les avions militaires,
    - 5 pour les moteurs,
    - 6 pour l’aérospatiale
    - et un 7 pour l’aviation de transport civil(e).

  - Le deuxième chiffre (la dizaine) correspond à l'appareil, qui ne suit pas exactement l'ordre chronologique.
  - Pour l'unité, le 7 a été en lien avec le chiffre de la centaine pour des raisons de sonorité[70].

- Second nombre à trois chiffres :
  - la centaine y correspond à la version de l'appareil.
  - Les deux derniers chiffres, de la dizaine et de l'unité, sont commerciaux. Le premier avionneur acheteur de l'appareil voit son code client Boeing ici référencé. Les premiers codes client créés sont :
    - 20 : Boeing,
    - 21 : Pan Am (†),
    - 22 : United Airlines,
    - 23 : American Airlines,
    - 24 : Continental Airlines (†),
    - 25 : Eastern Air Lines (†),
    - 26 : United States Air Force,
    - 27 : Braniff International (†),
    - 28 : Air France,
    - 29 : Sabena (†) → SN Brussels Airlines (†) → Brussels Airlines,
    - 30 : Lufthansa et Condor

[liste complète : List of Boeing customer codes (en)].
Ainsi un Boeing 737-800 commandé par International Lease Finance Corporation (code client Q8) serait désigné 737-8Q8.
Un Boeing 747SP commandé par Qantas (code client 38) serait désigné 747SP-38.

## Principaux actionnaires
Liste au 25 mars 2024 :
| The Vanguard Group                                   | 7,949 % |
| Newport Trust Co.                                    | 5,310 % |
| Black Rock Advisors                                  | 5,189 % |
| State Street Corporation                             | 4,360 % |
| Fidelity Management & Research Co. LLC               | 3,377 % |
| Capital Research & Management (World Investors)      | 2,541 % |
| Capital Research & Management Co. (Global Investors) | 2,070 % |
| Geode Capital Management LLC                         | 1,750 % |
| Loomis, Sayles & Co. LP                              | 1,730 % |
| Merrill Lynch International                          | 1,716 % |

## Complément